# France Assureurs
Pour les articles homonymes, voir FFA.
France Assureurs, anciennement la Fédération française de l'assurance, est le principal organisme de représentation professionnelle des entreprises d’assurance en France.

## Histoire

### Fédération française de l'assurance
La Fédération française de l'assurance (FFA) est fondée le 8 juillet 2016, de la fusion des assureurs et des bancassureurs, issues de la Fédération française des sociétés d'assurances (FFSA) et des sociétés d'assurance mutuelle du Groupement des entreprises mutuelles d'assurance (GEMA). 
La FFA regroupe alors 252 sociétés d’assurances et de réassurance, représentant plus de 99 % du marché.
Elle représente les intérêts du secteur auprès des pouvoirs publics en France et à l’international.
La FFA regroupe les réflexions, les données statistiques, analyse des enjeux financiers, techniques et juridiques de la profession, et mène des actions de prévention et de formation.

### France Assureurs
En janvier 2022, la FFA change de dénomination sociale pour celui de « France Assureurs »,.

## Présidences
- Bernard Spitz : 2016 à 2019[1],[6].
- Florence Lustman : depuis 2019[7].

## Activité de lobbying

### Auprès des institutions françaises
La FFA est inscrite comme représentante d’intérêts auprès de la Haute Autorité pour la transparence de la vie publique (HATVP). En 2020, elle déclare 9 collaborateurs et 90 actions de représentation d'intérêts pour cette activité .
Selon sa déclaration, faite auprès de la HATVP, l'organisation patronale est membre du Mouvement des entreprises de France (Medef), du Groupement des professionnels de services et de Paris Europlace.

### Auprès des institutions de l'Union européenne
La FFA est inscrite au registre de transparence des représentants d’intérêts auprès de la Commission européenne. Elle déclare en 2020 pour cette activité, 9 collaborateurs équivalents temps plein.

## Identités visuelles

Logo de la Fédération Française de l'Assurance, issu de la fusion de 2016.
Logo depuis janvier 2022.